# 大卫·桑切斯 (工程师)
大卫·桑切斯（法語：David Sanchez）是一名法国一级方程式赛车工程师，目前担任阿尔品车队的执行技术总监。

## 职业生涯
2005年，大卫·桑切斯从法国国立高等技术学校毕业后，他从雷诺车队开始了自己的赛车职业生涯，他在法国车队担任初级空气动力学家。
2007年，桑切斯加入迈凯伦车队担任高级空气动力学家，并在之后晋升为空气动力学部门负责人。他的团队为研发出迈凯伦MP4-25的F形管道（F-Duct）提供了帮助。
2012年，桑切斯宣布为了寻求新的挑战而离开迈凯伦车队，他将加入法拉利车队担任原形空气动力学家。2016年，桑切斯之后取代了德克·德比尔成为车队的首席空气动力学家。2019年，他被提拔为空气动力学部门负责人。2021年，桑切斯被提拔为车辆概念首席工程师，领导设计开发2022年赛季的法拉利F1赛车。
2023年3月，桑切斯离开法拉利并进入花园假期，他将在2024年重返迈凯伦车队，担任车辆概念及性能部门的技术总监。
然而大卫·桑切斯在加入车队仅3个月后的2024年4月即离开了迈凯伦车队，官方给出的理由是与职位的现实需求与2023年签约时的期望不一致。
2024年5月，阿尔品车队宣布签下大卫·桑切斯，他将再次返回法国车队，担任车队的执行技术总监。